# Dailey & Vincent

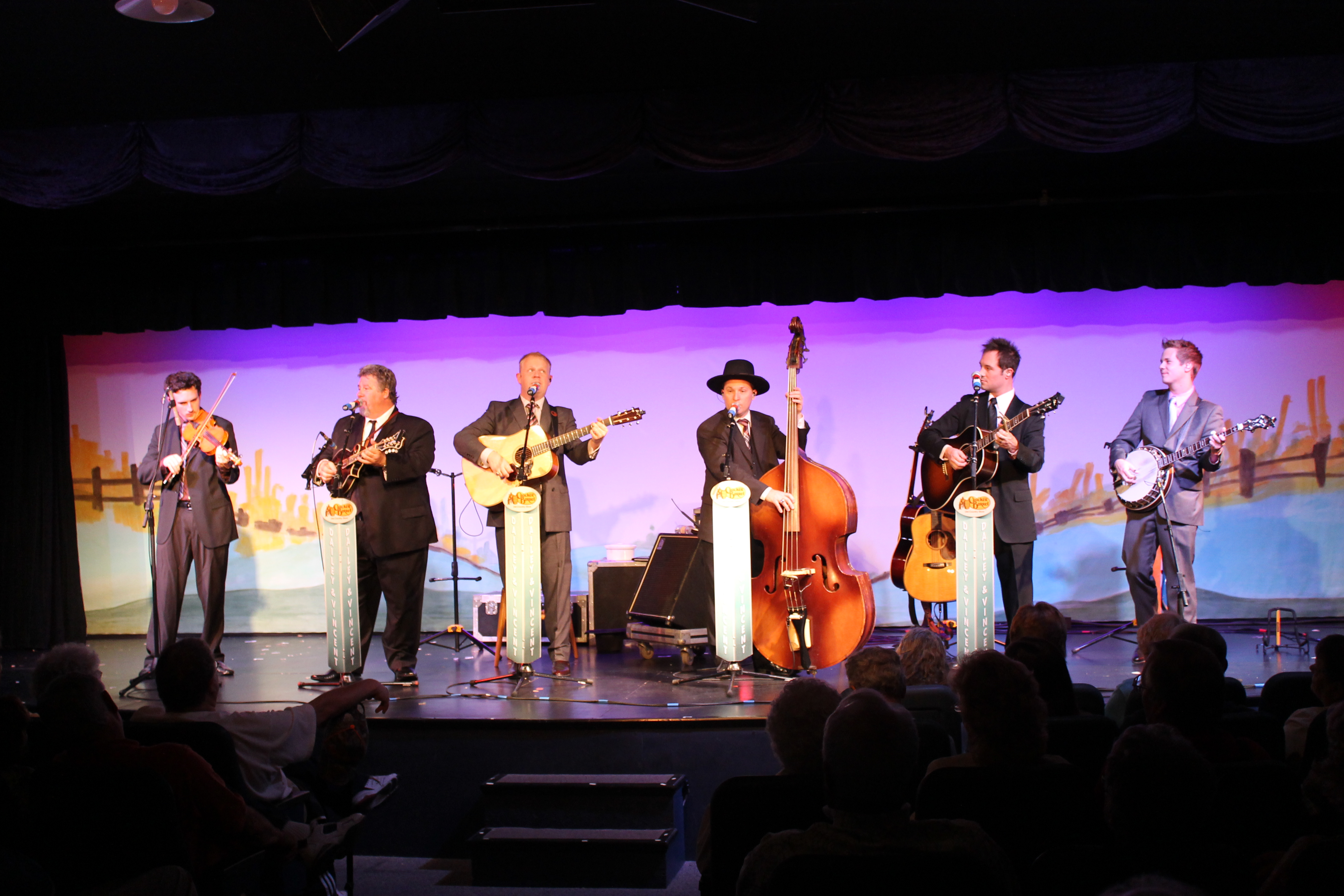
Dailey & Vincent 2011

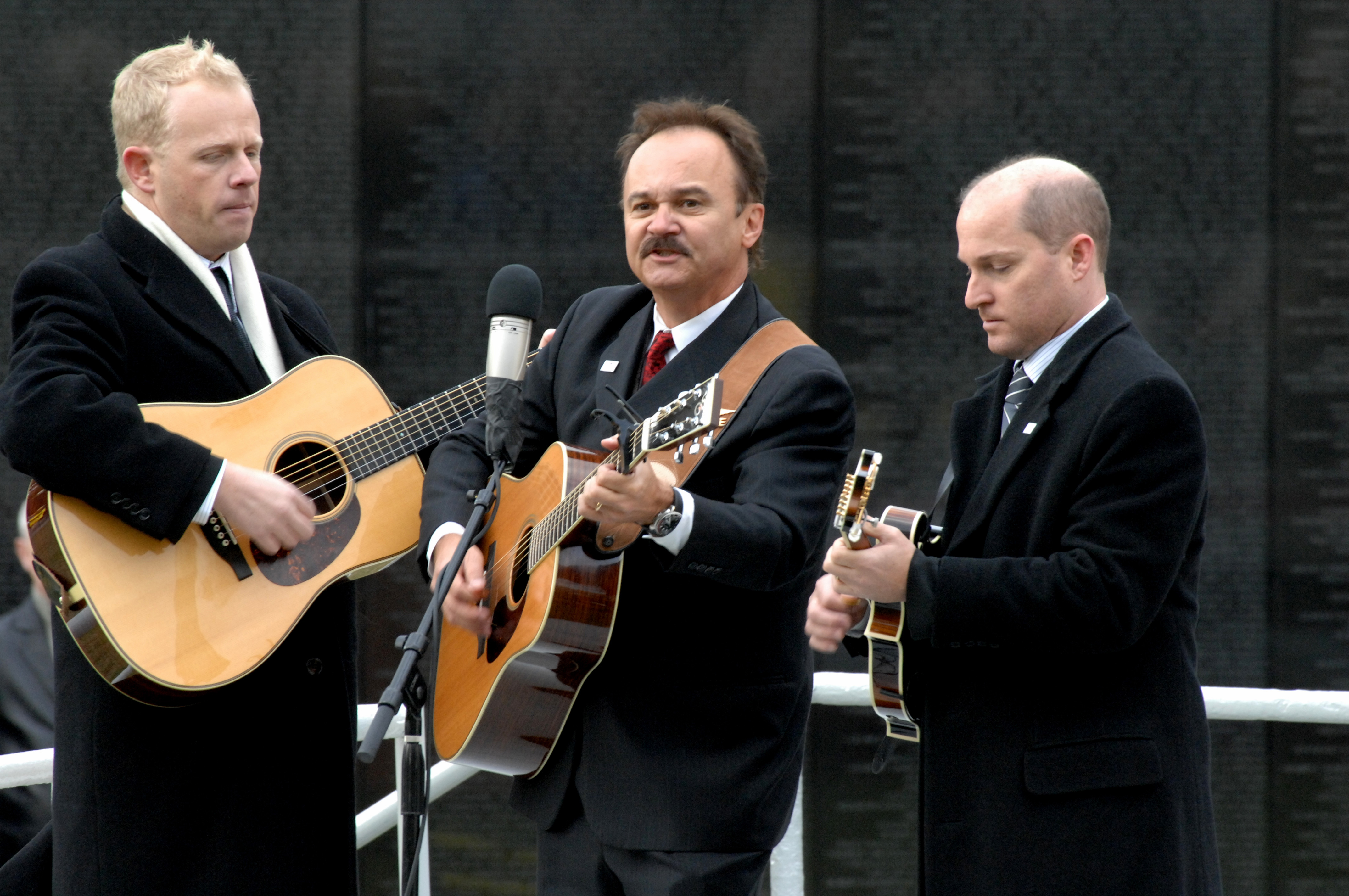
Dailey & Vincent 2013 mit Jimmy Fortune

Dailey & Vincent sind eine amerikanische Bluegrass-Band, welche aus Jamie Dailey (Gitarre, Kontrabass, Gesang), Darrin Vincent (Mandoline, Gitarre, Kontrabass, Gesang), Aaron McCune (Gitarre, Bass-Stimme), Josh Cobb (Gesang), Patrick McAvinue (Violine), Shaun Richardson (Gitarre, Gesang), Bob Mummert (Schlagzeug), Gaven Largent (Banjo) und Blaine Johnson (Klavier) besteht.
Dailey & Vincent veröffentlichten seit 2007 bereits neun Alben, die sich sowohl in den US-amerikanischen Country- als auch in den Bluegrass-Charts platzieren konnten. Die Band gewann 13 Awards der International Bluegrass Music Association und weitere 23 bei der SPBGMA (The Society for the Preservation of Bluegrass Music of America). 2011 wurde die Band für einen Grammy Award in der Kategorie Beste Country Darbietung nominiert und gewannen mit ihrem Album Singing from the Heart den Dove Award für das beste Bluegrass Album. 2012 und 2013 wurden Dailey & Vincent zum zweiten bzw. dritten Mal für einen Grammy Award nominiert.
Im März 2017 wurden sie als Mitglied in die Grand Ole Opry aufgenommen.

## Hintergrund
Vor Dailey & Vincent war Jamie Dailey, von 1999 bis 2008, Sänger und Gitarrist bei Doyle Lawson & Quicksilver, während Darrin Vincent bei Ricky Skaggs’ Kentucky Thunder, The Sally Mountain Show und bei seiner Schwester Rhonda Vincent & The Rage spielte.
Im Laufe der Zeit kamen und gingen viele Bandmitglieder. John Dean und Jeff Parker verließen 2012 und 2019 die Gruppe um ihre eigenen Projekte zu fördern. Jesse Stockman und Jessie Baker gingen aufgrund gesundheitlicher Probleme 2011 und 2018.